# Łagiewniki-Borek Fałęcki
Agiewniki-Borek Fałęcki là một trong 18 quận của Kraków, nằm ở phía nam của thành phố. Cái tên agiewniki-Borek Fałęcki xuất phát từ hai ngôi làng hiện là một phần của huyện.
Theo Tổng cục Thống kê Trung ương dữ liệu, diện tích của huyện là 5,42 kilômét vuông (2,09 dặm vuông Anh) và 14 859 người sinh sống ở Lagiewniki-Borek Fałęcki.

## Phân khu của agiewniki-Borek Fałęcki
Łagiewniki-Borek Fałęcki được chia thành các phân khu nhỏ hơn (osiedles). Đây là danh sách.
- Borek Fałęcki
- Łagiewniki
- Osiedle Cegielniana
- Osiedle Zaułek Jugowicki